# Nostima nigripes
Nostima nigripes är en tvåvingeart som först beskrevs av Gabriel Strobl 1880.  Nostima nigripes ingår i släktet Nostima och familjen vattenflugor. Inga underarter finns listade i Catalogue of Life.